# Letlhakane
Letlhakane é uma cidade localizada no Distrito Central em Botswana. Possuía, em 2011, uma população estimada de 22 911 habitantes.